# Agustín Julio
Agustín Julio (Cartagena, 25 de outubro de 1974) é um ex-futebolista colombiano que atuava como goleiro.

## Carreira
Agustín Julio integrou a Seleção Colombiana de Futebol na Copa América de 1999.